# Wes Anderson
Wes Anderson, właśc. Wesley Wales Anderson (ur. 1 maja 1969 w Houston) – amerykański reżyser, scenarzysta, producent filmowy i aktor, znany z ekscentrycznego i niekonwencjonalnego stylu swoich autorskich filmów.
Laureat wielu prestiżowych nagród, m.in. Srebrnego Niedźwiedzia – Grand Prix Jury na 64. MFF w Berlinie za film Grand Budapest Hotel (2014) oraz Srebrnego Niedźwiedzia dla najlepszego reżysera na 68. Berlinale za Wyspę psów (2018). Laureat Oscara w kategorii najlepszy film krótkometrażowy za Zdumiewającą historię Henry'ego Sugara (2023).

## Życiorys
Jest drugim z trzech synów Melvera Leonarda Andersona, właściciela firmy reklamowej w Houston, i Texas Ann Burroughs, archeolog i agentki nieruchomości. Ukończył szkołę średnią Westchester High School i prywatną szkołę St. John’s School w Houston, gdzie był autorem sztuki Rushmore, wystawianej na scenie Hoodwink Theatre. Studiował filozofię na University of Texas w Austin.

## Filmografia
- 1996: Trzech facetów z Teksasu (Bottle Rocket)
- 1998: Rushmore
- 2001: Genialny klan (The Royal Tenenbaums)
- 2004: Podwodne życie ze Steve’em Zissou (The Life Aquatic with Steve Zissou)
- 2007: Pociąg do Darjeeling (The Darjeeling Limited)
- 2009: Fantastyczny pan Lis (Fantastic Mr. Fox)
- 2012: Kochankowie z Księżyca. Moonrise Kingdom (Moonrise Kingdom)
- 2014: Grand Budapest Hotel (The Grand Budapest Hotel)
- 2018: Wyspa psów (Isle of Dogs)
- 2020: Kurier Francuski z Liberty, Kansas Evening Sun (The French Dispatch)
- 2023: Asteroid City
- 2024: The Wonderful Story of Henry Sugar and Three More
- 2025: Fenicki układ

### Krótkometrażowe
- 1992: Bottle Rocket
- 2007: Hotel Chevalier
- 2013: Castello Cavalcanti
- 2016: Come Together: A Fashion Picture in Motion
- 2023: Zdumiewająca historia Henry'ego Sugara (The Wonderful Story of Henry Sugar)

## Nagrody i nominacje
| Rok  | Festiwal, nagroda                                      | Kategoria                                                           | Za                                       | Wynik     |
| ---- | ------------------------------------------------------ | ------------------------------------------------------------------- | ---------------------------------------- | --------- |
| 2023 | Nagroda Akademii Filmowej                              | Najlepszy krótkometrażowy film aktorski                             | Zdumiewająca historia Henry'ego Sugara   | Wygrana   |
| 2018 | Nagroda Akademii Filmowej                              | Najlepszy film animowany                                            | Wyspa psów                               | Nominacja |
| 2014 | Nagroda Akademii Filmowej                              | Najlepszy film                                                      | Grand Budapest Hotel                     | Nominacja |
| 2014 | Nagroda Akademii Filmowej                              | Najlepsza reżyseria                                                 | Grand Budapest Hotel                     | Nominacja |
| 2014 | Nagroda Akademii Filmowej                              | Najlepszy scenariusz oryginalny                                     | Grand Budapest Hotel                     | Nominacja |
| 2012 | Nagroda Akademii Filmowej                              | Najlepszy scenariusz oryginalny                                     | Kochankowie z Księżyca. Moonrise Kingdom | Nominacja |
| 2009 | Nagroda Akademii Filmowej                              | Najlepszy film animowany                                            | Fantastyczny pan Lis                     | Nominacja |
| 2001 | Nagroda Akademii Filmowej                              | Najlepszy scenariusz oryginalny                                     | Genialny klan                            | Nominacja |
| 2019 | Nagroda Brytyjskiej Akademii Filmowej                  | Najlepszy scenariusz oryginalny                                     | Wyspa psów                               | Nominacja |
| 2015 | Nagroda Brytyjskiej Akademii Filmowej                  | Najlepszy scenariusz oryginalny                                     | Grand Budapest Hotel                     | Wygrana   |
| 2015 | Nagroda Brytyjskiej Akademii Filmowej                  | Najlepszy film                                                      | Grand Budapest Hotel                     | Nominacja |
| 2015 | Nagroda Brytyjskiej Akademii Filmowej                  | Najlepsza reżyseria                                                 | Grand Budapest Hotel                     | Nominacja |
| 2013 | Nagroda Brytyjskiej Akademii Filmowej                  | Najlepszy scenariusz oryginalny                                     | Kochankowie z Księżyca. Moonrise Kingdom | Nominacja |
| 2010 | Nagroda Brytyjskiej Akademii Filmowej                  | Najlepszy film animowany                                            | Fantastyczny pan Lis                     | Nominacja |
| 2002 | Nagroda Brytyjskiej Akademii Filmowej                  | Najlepszy scenariusz oryginalny                                     | Genialny klan                            | Nominacja |
| 2012 | Festiwal Filmowy w Cannes                              | Złota Palma                                                         | Kochankowie z Księżyca. Moonrise Kingdom | Nominacja |
| 2007 | Międzynarodowy Festiwal Filmowy w Wenecji              | Złote Lwiątko                                                       | Pociąg do Darjeeling                     | Wygrana   |
| 2007 | Międzynarodowy Festiwal Filmowy w Wenecji              | Złoty Lew                                                           | Pociąg do Darjeeling                     | Nominacja |
| 2018 | Międzynarodowy Festiwal Filmowy w Berlinie             | Srebrny Niedźwiedź dla najlepszego reżysera                         | Wyspa psów                               | Wygrana   |
| 2018 | Międzynarodowy Festiwal Filmowy w Berlinie             | Złoty Niedźwiedź                                                    | Wyspa psów                               | Nominacja |
| 2014 | Międzynarodowy Festiwal Filmowy w Berlinie             | Srebrny Niedźwiedź – Nagroda Grand Prix Jury                        | Grand Budapest Hotel                     | Wygrana   |
| 2014 | Międzynarodowy Festiwal Filmowy w Berlinie             | Złoty Niedźwiedź                                                    | Grand Budapest Hotel                     | Nominacja |
| 2005 | Międzynarodowy Festiwal Filmowy w Berlinie             | Złoty Niedźwiedź                                                    | Podwodne życie ze Steve’em Zissou        | Nominacja |
| 2002 | Międzynarodowy Festiwal Filmowy w Berlinie             | Złoty Niedźwiedź                                                    | Genialny klan                            | Nominacja |
| 2015 | Nagroda Saturn                                         | Najlepszy scenariusz                                                | Grand Budapest Hotel                     | Nominacja |
| 2010 | Nagroda Annie                                          | Najlepszy scenariusz                                                | Fantastyczny pan Lis                     | Wygrana   |
| 2010 | Nagroda Annie                                          | Najlepsza reżyseria                                                 | Fantastyczny pan Lis                     | Nominacja |
| 2012 | Nagroda Satelita                                       | Najlepszy scenariusz oryginalny                                     | Kochankowie z Księżyca. Moonrise Kingdom | Nominacja |
| 2005 | Nagroda Satelita                                       | Najlepszy scenariusz oryginalny                                     | Podwodne życie ze Steve’em Zissou        | Nominacja |
| 2005 | César                                                  | Najlepszy film zagraniczny                                          | Grand Budapest Hotel                     | Nominacja |
| 2019 | Amerykańska Gildia Producentów Filmowych               | Złoty Laur dla najlepszego producenta filmu animowanego             | Wyspa psów                               | Nominacja |
| 2015 | Amerykańska Gildia Producentów Filmowych               | Nagroda im. Darryla F. Zanucka dla najlepszego producenta filmowego | Grand Budapest Hotel                     | Nominacja |
| 2013 | Amerykańska Gildia Producentów Filmowych               | Nagroda im. Darryla F. Zanucka dla najlepszego producenta filmowego | Kochankowie z Księżyca. Moonrise Kingdom | Nominacja |
| 2010 | Amerykańska Gildia Producentów Filmowych               | Złoty Laur dla najlepszego producenta filmu animowanego             | Fantastyczny pan Lis                     | Nominacja |
| 2015 | Nagroda Amerykańskiej Gildii Reżyserów Filmowych       | Najlepsze osiągnięcie reżyserskie w filmie fabularnym               | Grand Budapest Hotel                     | Nominacja |
| 2015 | Nagroda Amerykańskiej Gildii Scenarzystów              | Lista 101 najzabawniejszych scenariuszy wszech czasów – 39. miejsce | Rushmore                                 | Wygrana   |
| 2015 | Nagroda Amerykańskiej Gildii Scenarzystów              | Lista 101 najzabawniejszych scenariuszy wszech czasów – 98. miejsce | Genialny klan                            | Wygrana   |
| 2015 | Nagroda Amerykańskiej Gildii Scenarzystów              | Najlepszy scenariusz oryginalny                                     | Grand Budapest Hotel                     | Wygrana   |
| 2013 | Nagroda Amerykańskiej Gildii Scenarzystów              | Najlepszy scenariusz oryginalny                                     | Kochankowie z Księżyca. Moonrise Kingdom | Nominacja |
| 2002 | Nagroda Amerykańskiej Gildii Scenarzystów              | Najlepszy scenariusz oryginalny                                     | Genialny klan                            | Nominacja |
| 2014 | David di Donatello                                     | Najlepszy film zagraniczny                                          | Grand Budapest Hotel                     | Wygrana   |
| 2014 | Nagroda Stowarzyszenia Nowojorskich Krytyków Filmowych | Najlepszy scenariusz                                                | Grand Budapest Hotel                     | Wygrana   |